# Дроздеево
Дроздеево — село в Краснохолмском муниципальном округе Тверской области. 

## География
Село находится на берегу речки Ламь в 31 км на северо-восток от города Красный Холм. 

## История
В 1793 году в селе была построена деревянная Покровская церковь с 2 престолами, в 1863 году построена каменная Успенская церковь с 3 престолами, метрические книги с 1784 года.
В конце XIX — начале XX века село входило в состав Мартыновской волости Весьегонского уезда.
С 1929 года село входило в состав Васильковского сельсовета Краснохолмского района Бежецкого округа Московской области, с 1935 года — в составе Овинищенского района Калининской области, с 1956 года — вновь в составе Краснохолмского района, с 2005 года — в составе Мартыновского сельского поселения, с 2013 года — в составе  Лихачёвского сельского поселения, с 2019 года — в составе Краснохолмского муниципального округа. 

## Население
| 1859 | 2010 |
| ---- | ---- |
| 11   | ↘0   |

## Достопримечательности
В селе расположена недействующая Церковь Успения Пресвятой Богородицы (1863).